# Erik-Jan De Boer
Erik-Jan De Boer (* März 1967 in Amsterdam) ist ein niederländischer Filmtechniker, der sich auf visuelle Effekte spezialisiert hat und für die Firma Rhythm & Hues arbeitet.

## Leben
De Boer studierte Ende der 80er-Jahre Mode in Utrecht, wechselte schließlich aber zur Bild- und Medientechnik nach London. Nach sieben Jahren dort ging er 1996 auf Anraten seiner Mutter nach Los Angeles zu Rhythm & Hues.
Sein Debüt in Hollywood gab De Boer 1996 mit dem mehrfach preisgekrönten Streifen Der englische Patient. Es folgten Filme wie Stuart Little, Die Chroniken von Narnia: Der König von Narnia und Der Goldene Kompass.
2013 gewann De Boer den Oscar in der Kategorie Beste visuelle Effekte für das Drama von Aang Lee Life of Pi: Schiffbruch mit Tiger.

## Filmografie (Auswahl)
- 1996: Der englische Patient
- 1997: Speed 2: Cruise Control
- 1998: It’s Tough to Be a Bug
- 1998: Schweinchen Babe in der großen Stadt
- 1999: Mystery Men
- 1999: Stuart Little
- 2000: Little Nicky – Satan Junior
- 2001: Cats & Dogs – Wie Hund und Katz
- 2002: Scooby-Doo
- 2003: Daredevil
- 2003: Buddy – Der Weihnachtself
- 2004: Scooby Doo 2 – Die Monster sind los
- 2005: Die Chroniken von Narnia: Der König von Narnia
- 2006: Nachts im Museum
- 2007: Der Goldene Kompass
- 2009: Die fast vergessene Welt
- 2010: Das A-Team – Der Film
- 2012: Life of Pi: Schiffbruch mit Tiger

## Auszeichnungen
- 2006: Visual Effects Society Award: Nominierung in der Kategorie Bester animierter Charakter in einem Spielfilm für Die Chroniken von Narnia: Der König von Narnia für Aslan
- 2013: Annie Award: Nominierung in der Kategorie Bester animierter Charakter in einem Spielfilm für Life of Pi: Schiffbruch mit Tiger für den Tiger
- 2013: Annie Award: Nominierung in der Kategorie Bester animierter Charakter in einem Spielfilm für Life of Pi: Schiffbruch mit Tiger für den Orang-Utan
- 2013: BAFTA Award: Auszeichnung in der Kategorie Beste visuelle Effekte für Life of Pi: Schiffbruch mit Tiger
- 2013: Oscar: Auszeichnung der Kategorie Beste visuelle Effekte für Life of Pi: Schiffbruch mit Tiger